# Iglesia de Santa María (Arbazal)
La iglesia de Santa María de Arbazal es una iglesia románica del siglo XIII que se encuentra situada en el pueblo de Arbazal, en el concejo de Villaviciosa, en Asturias.
Se trata de la única iglesia de aldea de la época altomedieval existente en Asturias. Su datación es complicada porque no ha perdurado ningún documento ni inscripción que permita datarla con exactitud, por lo que se fecha entre los siglos viii y x, ya que guarda rasgos similares de construcción con los de esta época.
Es uno de los pocos ejemplos de construcciones populares del barroco asturiano y de la red de pequeños oratorios y templos rurales asturianos de la época de la monarquía asturiana. Destaca por haber conservado la fábrica de una construcción anterior (el actual espacio dedicado a almacén) que puede ser datado entre los siglos viii y x, constando de una capilla de nave y cabecera únicas orientadas al este.
A este espacio, respetándolo, se añadió siglos después la iglesia de Santa María de Arbazal, de estilo románico rural.

## Descripción
Está ubicada en el lugar de la antigua capilla de San Zadornín o San Saturnino.
La capilla tiene planta de nave única, sacristía adosada al muro norte y un pórtico sobre cortas columnas toscazas que rodea a la iglesia por tres de sus lados.
La planta y alzado son de notables proporciones. La parte de la nave se cubre con cubierta de madera y está separada de la cabecera por un gran arco de medio punto dovelado. La cabecera se cubre con bóveda de crucería.
Al interior del templo se accede por dos puertas, una sencilla de arco de medio punto en el lado sur, y una portada barroca en el imafronte; esta última se estructura en un arco de medio punto flanqueado por dos pilastras que se rematan con pináculos y bolas sobresalientes por encima del pórtico. Como prolongación de la portada está la espadaña barroca, de dos huecos y rematada por bolas.
Adosada al muro norte se encuentra una sacristía con forma de capilla, con planta dividida en nave y cabecera, identificada por algunos autores con la primitiva construcción prerrománica dedicada a San Saturnino, en lo que constituiría un testimonio excepcional (por lo escaso) de las construcciones religiosas populares de época de la monarquía asturiana.